# Xylocopa nasalis
Xylocopa nasalis là một loài Hymenoptera trong họ Apidae. Loài này được Westwood mô tả khoa học năm 1842.